# Aurora (Ohio)

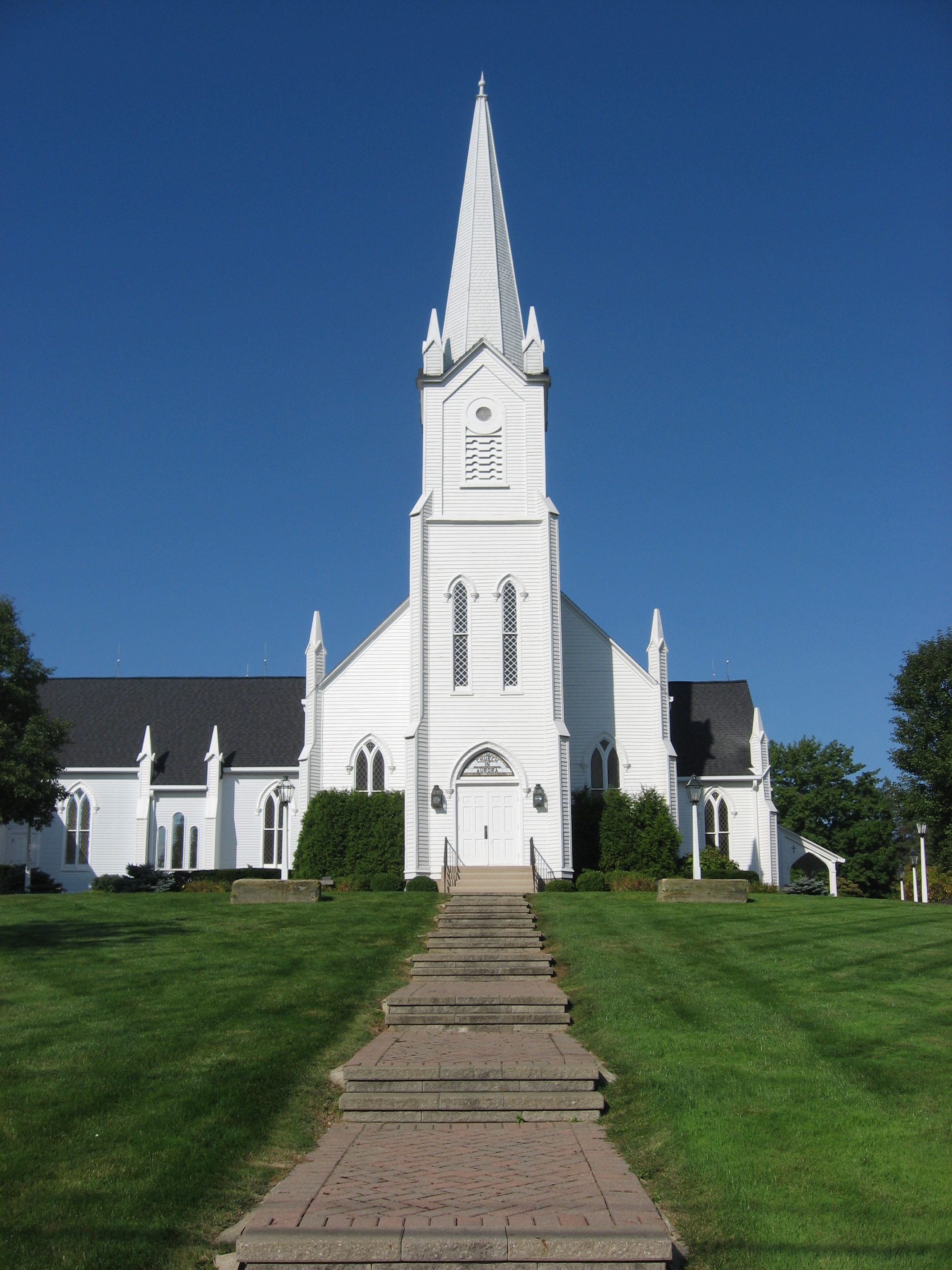
Historische kerk in centrale Aurora

Aurora is een plaats (city) in de Amerikaanse staat Ohio, en valt bestuurlijk gezien onder Portage County.

## Demografie
Bij de volkstelling in 2000 werd het aantal inwoners vastgesteld op 13.556.
In 2006 is het aantal inwoners door het United States Census Bureau geschat op 14.402, een stijging van 846 (6,2%).

## Geografie
Volgens het United States Census Bureau beslaat de plaats een oppervlakte van
62,4 km², waarvan 60,1 km² land en 2,3 km² water. Aurora ligt op ongeveer 345 m boven zeeniveau.

## Plaatsen in de nabije omgeving
De onderstaande figuur toont nabijgelegen plaatsen in een straal van 12 km rond Aurora.

## Geboren in Aurora
- Anne Heche (1969-2022), actrice